# ベルリン地下鉄2号線

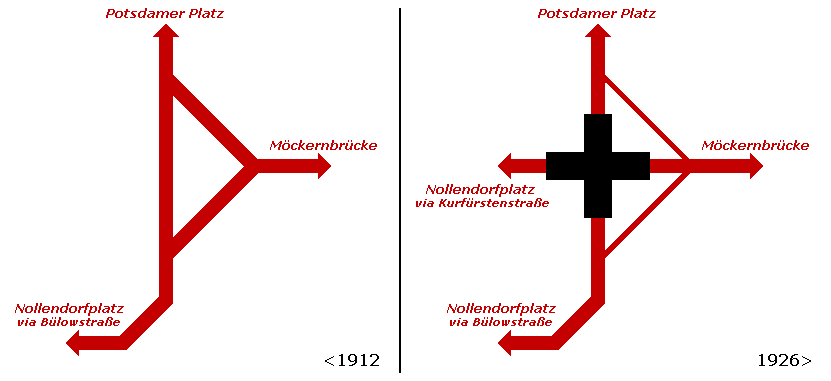
グライスドライエック付近の変更前後

ベルリン地下鉄2号線（独: Linie U2）は、ベルリン地下鉄の路線である。20.7kmの路線を有し、駅数は29駅である。ベルリン北東部にあるパンコウ区から、東部の中心地であるアレクサンダー広場駅と、ポツダム広場駅を通り、西側の中心地であるヴィッテンベルクプラッツ、ツォー駅、オリュンピア＝シュターディオン、終点のルーレーベンまで続いている。U1、U3、U4と同様に、U2も1914年までに開業したベルリン地下鉄のひとつであり、細い電車とトンネルであることから小型規格（Kleinprofil）と呼ばれている。